# Manuel Abrantes
Manuel Abrantes ist ein osttimoresischer Politiker und Diplomat.

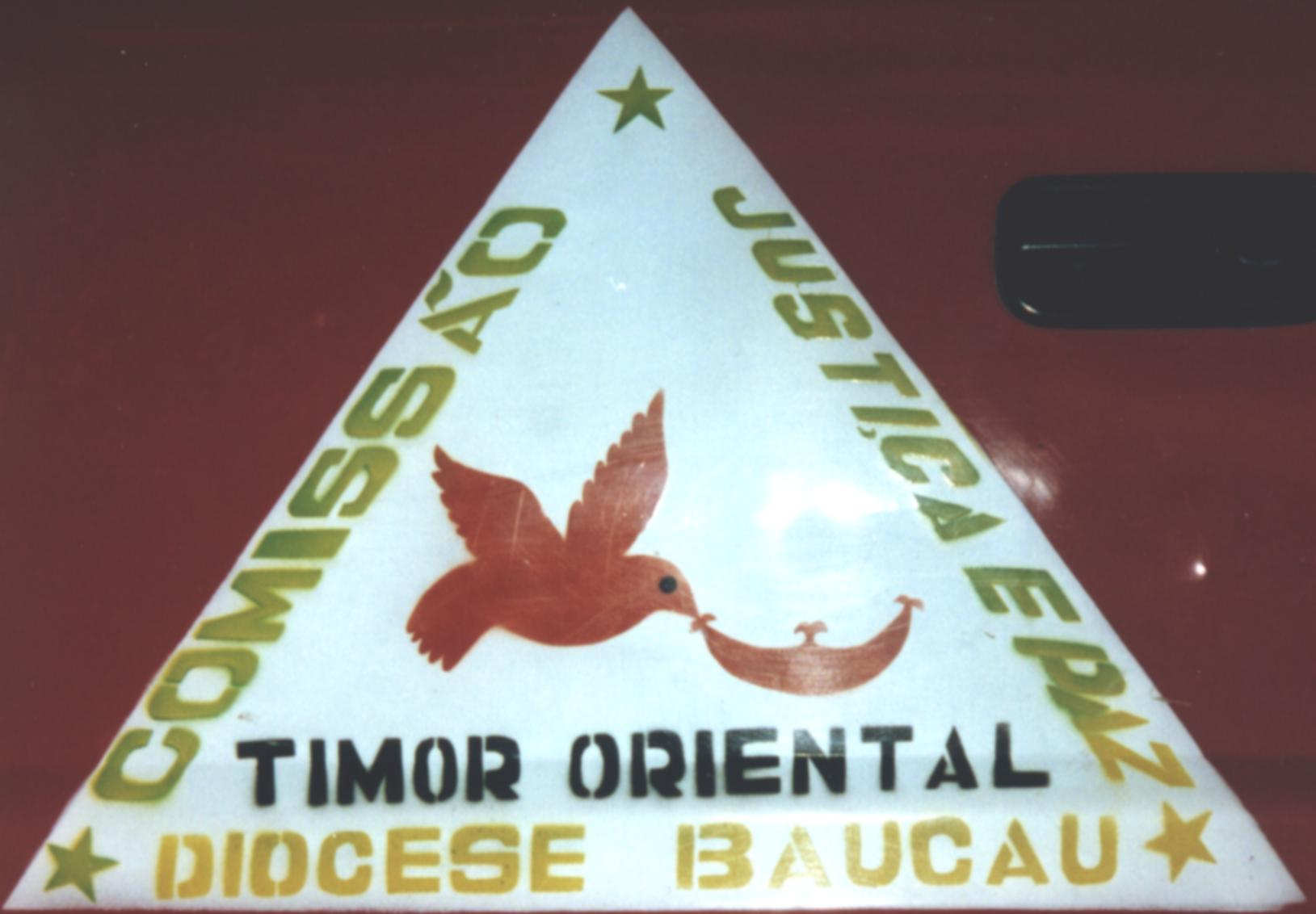
Kommission für Recht & Frieden der Diözese Baucau (2002)

Abrantes war während der Übergangsverwaltung der Vereinten Nationen für Osttimor Vorsitzender der katholischen Peace and Justice Commission.
Unter Premierminister Marí Alkatiri war Abrantes vom 20. Mai 2002 bis zum 26. Juni 2006 stellvertretender Justizminister Osttimors. Ihm folgte in dem Amt Isabel da Costa Ferreira.
2006 wurde Abrantes Nachfolger von Pascoela Barreto als Botschafter Osttimors in Portugal. Das Amt hatte er bis Januar 2009 inne, drei Monate vor seinem eigentlichen Ende der Amtszeit. Es soll Spannungen mit Premierminister Xanana Gusmão gegeben haben.
Seine Nachfolgerin wurde Natália Carrascalão Antunes.